# Обидов, Ибрагим Обидович
Ибрагим Обидович Обидов (20 июня 1923 года, село Пулодони, Канибадамский район, ТаджССР, СССР — 2011 год, Душанбе, Таджикистан) — советский и таджикский учёный-педагог, участник Великой Отечественной войны, член-корреспондент АПН СССР (1968), действительный член АПН СССР (1990), иностранный член РАО (1999).

## Биография
В 1939 году вел курсы ликвидации неграмотности.
В 1941 году — окончил Канибадамское педагогическое училище, в 1951 году — окончил Ленинабадский государственный педагогический институт.
С 1946 по 1954 годы — учитель, инспектор, заведующий педагогическим кабинетом Канибадамского райотдела народного образования, с 1954 по 1957 годы — аспирант Таджикской ССР, с 1957 по 1960 годы — старший научный сотрудник Института истории Таджикской ССР, с 1960 по 1961 годы — зам. директор, с 1961 по 1969 годы — директор Института педагогических наук Таджикской ССР, с 1969 по 1975 годы — доцент Душанбинского государственного педагогического института им. Г. Шевченко, с 1975 по 1978 годы — заведующий кафедрой педагогики и психологии Центрального педагогического института Таджикской ССР.
С 1978 по 1980 годы — декан факультета повышения квалификации директоров общеобразовательных школ Душанбинского государственного педагогического института имени Т. Г. Шевченко (сейчас — Таджикский государственный педагогический университет имени С. Айни), с 1980 по 2008 годы — заведующий кафедрой педагогики.

## Научная деятельность
Специалист по истории таджикской педагогики.
Автор более 300 научно-методических работ и статей.
Вел исследования в области истории образования народа Таджикистана, педагогики. Автор ряда статей и брошюр, посвященных развитию таджикской культуры, методике преподавания истории, жизни выдающихся педагогов, первых учителей страны, вопросам образования и культуры.
Под его руководством десятки человек защитили докторские и кандидатские диссертации.
- Краткий очерк по истории образования народов Таджикистана, Д., 1965;
- Развитие народного образования и педагогической мысли в Таджикистане в годы советской власти, Д., 1967;
- История развития народного образования в Таджикской ССР, Д., 1968;
- Народное образование в Советском Таджикистане, Д., 1985;
- От начального образования к общему среднему, Д., 1986;
- Цветок народного просвещения в Советском Таджикистане, Д., 1987;
- Теоретические основы коммунистического воспитания школьников, Д., 1988;
- Словарь толкования педагогических терминов, Д., 1988;
- Школьная педагогика, Д., 1977;
- Развитие народного образования в Таджикской ССР (1917-1931, 1941-1967), Д., 1968;
- История Таджикской ССР (для VII-X классов), Д., 1959, 1960, 1961, 1962, 1963, 1964, 1965 (на таджикском, узбекском, русском языках);
- История Таджикской ССР (для VII-VIII классов), Д., 1963, 1964, 1965 (на таджикском, узбекском, русском языках);
- О преподавании истории Таджикской ССР в курсе истории СССР (методический материал на таджикском языке), Д., 1963;
- История Таджикской ССР (для IV класса), Д., 1964, 1965, 1966, 1967 (на таджикском, узбекском, русском языках).

## Награды
- Орден Красной Звезды
- Орден Отечественной войны II степени
- благодарственные письма Президиума Верховного Совета Таджикской ССР, медали